# Stambena naselja berlinske moderne
Stambena naselja berlinske moderne se sastoje od šest subvencionisanih stambenih kompleksa (Siedlungen) koji svedoče o inovativnoj stambenoj politici za vreme Vajmarska Republika (1910. - 1933.) kada je grad Berlin postao napredno socijalno, političko i kulturno središte Evrope. Oni imaju odlike novih reformi koje su pridonele poboljšanju stambenih i životnih uslova za ljude s niskim prihodima novim pristupom u urbanizmu, arhitekturi i vrtnom dizajnu. Kompleksi su takođe izuzetni primeri novih urbanih i arhitektonskih oblika, svežih dizajnerskih rešenja, ali i tehničke i estetske inovacije. Vodeći arhitekti tih projekata, kao što su Bruno Taut, Martin Wagner i Walter Gropius, bili su vodeći arhitekti koji su imali značajan uticaj na razvoj stambene gradnje širom sveta.